# Colombiaans voetbalelftal (mannen)
Het Colombiaans voetbalelftal is een team van voetballers dat Colombia vertegenwoordigt bij internationale wedstrijden. Het thuisstadion is het Estadio Metropolitano Roberto Meléndez in Barranquilla.
Colombia kwalificeerde zich zes keer voor een WK-eindronde. Op het WK van 1994 opende Andrés Escobar tegen de Verenigde Staten de score door een eigen doelpunt. Door het uiteindelijke verlies (1-2) en de verloren eerste wedstrijd werd Colombia uitgeschakeld. Enkele dagen later werd Escobar vermoord in zijn thuisland.

## Deelname aan internationale toernooien

### WK voetbal / Confederations Cup
Colombia neemt sinds 1957 deel aan de kwalificatiewedstrijden voor het WK en wist zich te kwalificeren voor de WK-eindronden van 1962, 1990, 1994, 1998, 2014 en 2018.
In 1990 overwoog de nationale voetbalselectie niet naar de WK-eindronde in Italië te reizen. Aanleiding waren bedreigingen afkomstig van een groepering (Lifucol), die claimde op te komen voor het goksyndicaat en zegde het nationale voetbal te willen bevrijden van drugsgelden. Pas nadat een groep van drugsbaronnen, de zogeheten Extraditables, bondscoach Francisco Maturana hadden laten weten dat zij de spelers niet met de dood hadden bedreigd, werden de trainingen hervat. Colombia ging uiteindelijk naar Italië en overleefde de groepsfase door winst op de Verenigde Arabische Emiraten (2-0), verlies tegen Joegoslavië (0-1) en een gelijkspel tegen de latere wereldkampioen West-Duitsland (1-1). In de achtste finales moest de ploeg uit Zuid-Amerika vervolgens na verlenging het hoofd buigen voor de Ontembare Leeuwen uit Kameroen. In de hitte (30 graden Celsius) van Napels kreeg Colombia de beste kansen. Carlos Estrada miste al na zeven minuten vrij voor doelman Thomas N'Kono, Freddy Rincón raakte van achttien meter de kruising. In de verlenging sloeg de 38-jarige supersub Roger Milla tweemaal toe namens de Afrikanen, waarna Bernardo Redín de eindstand in de 116de minuut op 2-1 bepaalde. Voor het eerst in de geschiedenis bereikte daardoor een Afrikaans land de laatste acht van een WK voetbal.
Bij het WK-eindronde 1994 in de Verenigde Staten trad Colombia aan als een van de outsiders, omdat het land indruk had gemaakt in de Zuid-Amerikaanse kwalificatiezone. De selectie onder leiding van bondscoach Francisco Maturana bleef zonder nederlaag en versloeg onder meer tweemaal Argentinië. Vooral de ruim uitgevallen uitzege (0-5), behaald op 5 september 1993 in Buenos Aires, had internationaal veel indruk gemaakt. De vreugde over deze historische overwinning was ook memorabel; deze leidde in de hoofdstad Bogota tot tachtig doden. President César Gaviria decoreerde spelers en trainer nog voor het vertrek naar de eindronde. Voetballegende Pelé had de ploeg vooraf zelfs getipt als een van de kanshebbers op de eindzege. "Mijn favorieten zijn de Colombianen die soms echt fantastisch voetbal spelen", zei hij in een interview. "In Asprilla, Rincón en Valderrama hebben zij bijzondere spelers en bovendien is het elftal goed georganiseerd. Colombia heeft zonder twijfel de mooiste ploeg. Het is alleen de vraag of er voldoende fysieke kracht in zit."
Maar op de eindronde zelf kon Colombia voortijdig naar huis na nederlagen tegen Roemenië (1-3) en gastland Amerika (1-2). De afsluitende zege op Zwitserland (2-0) mocht niet meer baten. De Colombianen hadden plaatsing voor de volgende ronde niet meer in eigen hand; ze waren afhankelijk van de uitslag in Los Angeles, waar de Verenigde Staten en Roemenië tegen elkaar speelden. Colombia was alleen gebaat bij een forse zege van de WK-organisator, maar het waren de Oost-Europeanen die met 1-0 zegevierden door een treffer van verdediger Dan Petrescu.
Colombia had slechts vier spelers meegenomen naar de VS die waren gehard in de Europese profcompetities. Aanvoerder Carlos Valderrama, bijgenaamd De Witte Gullit, redde het niet in Frankrijk en Spanje en Adolfo Valencia kon in het seizoen 1993/94 zijn draai niet vinden bij FC Bayern München. Víctor Aristizábal en Faustino Asprilla waren succesvoller, bij respectievelijk Valencia en Parma. Maturana, die na afloop van het toernooi als trainer in dienst trad  van Atlético Madrid, had voorafgaand aan de laatste wedstrijd al zijn ontslag ingediend. De uitschakeling van Colombia werd naderhand overschaduwd door de moord op verdediger Andrés Escobar, die op 2 juli 1994 in zijn geboortestad Medellín werd doodgeschoten, luttele dagen nadat hij op het wereldkampioenschap een eigen doelpunt had gemaakt tegen de Verenigde Staten.
Voor het WK-toernooi in 2014, gespeeld in Brazilië, wist Colombia plaatsing af te dwingen door in de voorlaatste kwalificatiewedstrijd tegen Chili, op vrijdag 11 oktober 2013, een 0-3-achterstand in de tweede helft recht te zetten: 3-3. Aanvaller Radamel Falcao benutte in de slotfase twee strafschoppen, nadat de Chilenen met tien man verder moesten spelen na de rode kaart voor Carlos Carmona. Bij de WK-eindronde zelf wist Colombia door te dringen tot de kwartfinale. Daarin was gastland Brazilië uiteindelijk met 2-1 te sterk voor de selectie van bondscoach José Pékerman. Thiago Silva en David Luiz scoorden voor de Brazilianen. James Rodríguez benutte in de slotfase nog een strafschop. Dat was zijn zesde treffer van het toernooi. Met dat aantal werd hij topscorer van het toernooi. In het begin van het toernooi had Rodríguez in alle drie groepsduels – tegen Griekenland (3-0), Ivoorkust (2-1) en Japan (4-1) – één keer gescoord. Die reeks gaf hij met twee doelpunten in de achtste finale tegen Uruguay (2-0) een passend vervolg. Na de voormalige Braziliaanse wereldster Pelé, die in 1958 als zeventienjarige zes keer scoorde, was de Colombiaan de op een na jongste maker van minimaal zes goals op één WK-eindronde. De laatste die vijfmaal op rij scoorde bij een WK was de Peruviaan Teófilo Cubillas op de WK's van 1970 (vier duels op rij gescoord) en 1978 (één wedstrijd, één treffer). Na zijn uitblinkersrol werd Rodríguez ingelijfd door Real Madrid CF.
Vier jaar later was Colombia opnieuw van de partij bij de WK-eindronde, nog altijd onder leiding van Pekerman. Het land was op de vierde plaats geëindigd in de CONMEBOL-kwalificatiezone, achter Brazilië, Uruguay en Argentinië, waardoor rechtstreekse plaatsing een feit was. Colombia was ingedeeld in groep H en leed in de openingswedstrijd, gespeeld op 19 juni, een enigszins verrassende nederlaag tegen het lager ingeschatte Japan (1-2). Matchwinner was Yuya Osako. Colombia beëindigde de wedstrijd met tien man, nadat middenvelder Carlos Sánchez al na drie minuten en vijftien seconden van het veld was gestuurd door scheidsrechter Damir Skomina, omdat hij hands had gemaakt in het strafschopgebied. Dat was de op een na snelste rode kaart in de geschiedenis van het WK voetbal. Het vergrijp kwam Sánchez in eigen land te staan op een doodsbedreiging. Vervolgens was Colombia in de overige twee groepswedstrijden te sterk voor Polen (3-0) en Senegal (1-0), waarna de ploeg in de achtste finales na strafschoppen alsnog werd uitgeschakeld door Engeland. In de reguliere speeltijd waren beide teams bleven steken op 1-1 door treffers van de Engelse topschutter Harry Kane (rake strafschop in de 57ste minuut na een overtreding van Sánchez) en een rake kopbal van verdediger Yerry Mina in blessuretijd. Colombia trad in het harde duel aan zonder sterspeler Rodriguez; de middenvelder van FC Bayern München had te veel last van een zwelling in zijn kuit. Engeland won de serie vanaf elk meter met 4-3. Jordan Henderson miste zijn strafschop voor The Three Lions. Maar omdat Mateus Uribe daarna op de lat schoot en de inzet van Carlos Bacca werd gekeerd door doelman Jordan Pickford kreeg Eric Dier de kans om af te rekenen met het penaltytrauma van de Engelsen. Het land had maar liefst zes van de zeven strafschoppenseries op de laatste EK's en WK's verloren. Alleen bij de EK-eindronde in eigen land wisten de Engelsen na penalty's te winnen van Spanje, maar vervolgens ging het in de halve finales tegen Duitsland weer mis. Uitgerekend de Engelse bondscoach Gareth Southgate miste toen de beslissende.
| Wereldkampioenschap voetbal overzicht | Wereldkampioenschap voetbal overzicht | Wereldkampioenschap voetbal overzicht | Wereldkampioenschap voetbal overzicht | Wereldkampioenschap voetbal overzicht | Wereldkampioenschap voetbal overzicht | Wereldkampioenschap voetbal overzicht | Wereldkampioenschap voetbal overzicht | Wereldkampioenschap voetbal overzicht |                     |
| Jaar                                  | Ronde                                 | Wed.                                  | W                                     | G                                     | V                                     | DV                                    | DT                                    | Kwal                                  |                     |
| ------------------------------------- | ------------------------------------- | ------------------------------------- | ------------------------------------- | ------------------------------------- | ------------------------------------- | ------------------------------------- | ------------------------------------- | ------------------------------------- | ------------------- |
| 1958                                  | Niet gekwalificeerd                   | Niet gekwalificeerd                   | Niet gekwalificeerd                   | Niet gekwalificeerd                   | Niet gekwalificeerd                   | Niet gekwalificeerd                   | Niet gekwalificeerd                   | Niet gekwalificeerd                   |                     |
| 1962                                  | Groepsfase                            | 3                                     | 0                                     | 1                                     | 2                                     | 5                                     | 11                                    | (Kwal.)                               |                     |
| 1966                                  | Niet gekwalificeerd                   | Niet gekwalificeerd                   | Niet gekwalificeerd                   | Niet gekwalificeerd                   | Niet gekwalificeerd                   | Niet gekwalificeerd                   | Niet gekwalificeerd                   | Niet gekwalificeerd                   |                     |
| 1970                                  | Niet gekwalificeerd                   | Niet gekwalificeerd                   | Niet gekwalificeerd                   | Niet gekwalificeerd                   | Niet gekwalificeerd                   | Niet gekwalificeerd                   | Niet gekwalificeerd                   | Niet gekwalificeerd                   |                     |
| 1974                                  | Niet gekwalificeerd                   | Niet gekwalificeerd                   | Niet gekwalificeerd                   | Niet gekwalificeerd                   | Niet gekwalificeerd                   | Niet gekwalificeerd                   | Niet gekwalificeerd                   | Niet gekwalificeerd                   |                     |
| 1978                                  | Niet gekwalificeerd                   | Niet gekwalificeerd                   | Niet gekwalificeerd                   | Niet gekwalificeerd                   | Niet gekwalificeerd                   | Niet gekwalificeerd                   | Niet gekwalificeerd                   | Niet gekwalificeerd                   |                     |
| 1982                                  | Niet gekwalificeerd                   | Niet gekwalificeerd                   | Niet gekwalificeerd                   | Niet gekwalificeerd                   | Niet gekwalificeerd                   | Niet gekwalificeerd                   | Niet gekwalificeerd                   | Niet gekwalificeerd                   |                     |
| 1986                                  | Niet gekwalificeerd                   | Niet gekwalificeerd                   | Niet gekwalificeerd                   | Niet gekwalificeerd                   | Niet gekwalificeerd                   | Niet gekwalificeerd                   | Niet gekwalificeerd                   | Niet gekwalificeerd                   |                     |
| 1990                                  | Achtste finale                        | 4                                     | 1                                     | 1                                     | 2                                     | 4                                     | 4                                     | (Kwal.)                               |                     |
| 1994                                  | Groepsfase                            | 3                                     | 1                                     | 0                                     | 2                                     | 4                                     | 5                                     | (Kwal.)                               |                     |
| 1998                                  | Groepsfase                            | 3                                     | 1                                     | 0                                     | 2                                     | 1                                     | 3                                     | (Kwal.)                               |                     |
| 2002                                  | Niet gekwalificeerd                   | Niet gekwalificeerd                   | Niet gekwalificeerd                   | Niet gekwalificeerd                   | Niet gekwalificeerd                   | Niet gekwalificeerd                   | Niet gekwalificeerd                   | Niet gekwalificeerd                   |                     |
| 2006                                  | Niet gekwalificeerd                   | Niet gekwalificeerd                   | Niet gekwalificeerd                   | Niet gekwalificeerd                   | Niet gekwalificeerd                   | Niet gekwalificeerd                   | Niet gekwalificeerd                   | Niet gekwalificeerd                   |                     |
| 2010                                  | Niet gekwalificeerd                   | Niet gekwalificeerd                   | Niet gekwalificeerd                   | Niet gekwalificeerd                   | Niet gekwalificeerd                   | Niet gekwalificeerd                   | Niet gekwalificeerd                   | Niet gekwalificeerd                   |                     |
| 2014                                  | Kwartfinale                           | 5                                     | 4                                     | 0                                     | 1                                     | 12                                    | 4                                     | (Kwal.)                               |                     |
| 2018                                  | Achtste finale                        | 4                                     | 2                                     | 1                                     | 1                                     | 6                                     | 3                                     | (Kwal.)                               |                     |
| 2022                                  | Niet gekwalificeerd                   | Niet gekwalificeerd                   | Niet gekwalificeerd                   | Niet gekwalificeerd                   | Niet gekwalificeerd                   | Niet gekwalificeerd                   | Niet gekwalificeerd                   | Niet gekwalificeerd                   | Niet gekwalificeerd |
| 2026                                  | Kwalificatie                          | Kwalificatie                          | Kwalificatie                          | Kwalificatie                          | Kwalificatie                          | Kwalificatie                          | Kwalificatie                          | Kwalificatie                          |                     |

| FIFA Confederations Cup overzicht | FIFA Confederations Cup overzicht | FIFA Confederations Cup overzicht | FIFA Confederations Cup overzicht | FIFA Confederations Cup overzicht | FIFA Confederations Cup overzicht | FIFA Confederations Cup overzicht | FIFA Confederations Cup overzicht | FIFA Confederations Cup overzicht |
| Jaar                              | Ronde                             | Wed.                              | W                                 | G                                 | V                                 | DV                                | DT                                |                                   |
| --------------------------------- | --------------------------------- | --------------------------------- | --------------------------------- | --------------------------------- | --------------------------------- | --------------------------------- | --------------------------------- | --------------------------------- |
| 2003                              | Vierde                            | 5                                 | 2                                 | 0                                 | 3                                 | 5                                 | 5                                 |                                   |

### Copa América
| Zuid-Amerikaans kampioenschap overzicht | Zuid-Amerikaans kampioenschap overzicht | Zuid-Amerikaans kampioenschap overzicht | Zuid-Amerikaans kampioenschap overzicht | Zuid-Amerikaans kampioenschap overzicht | Zuid-Amerikaans kampioenschap overzicht | Zuid-Amerikaans kampioenschap overzicht | Zuid-Amerikaans kampioenschap overzicht | Zuid-Amerikaans kampioenschap overzicht |
| Jaar                                    | Ronde                                   | Wed.                                    | W                                       | G                                       | V                                       | DV                                      | DT                                      |                                         |
| --------------------------------------- | --------------------------------------- | --------------------------------------- | --------------------------------------- | --------------------------------------- | --------------------------------------- | --------------------------------------- | --------------------------------------- | --------------------------------------- |
| 1945                                    | Vijfde                                  | 6                                       | 1                                       | 1                                       | 4                                       | 7                                       | 25                                      |                                         |
| 1946                                    | Geen deelname                           | Geen deelname                           | Geen deelname                           | Geen deelname                           | Geen deelname                           | Geen deelname                           | Geen deelname                           |                                         |
| 1947                                    | Achtste                                 | 7                                       | 0                                       | 2                                       | 5                                       | 2                                       | 19                                      |                                         |
| 1949                                    | Achtste                                 | 7                                       | 0                                       | 2                                       | 5                                       | 4                                       | 23                                      |                                         |
| 1953                                    | Geen deelname                           | Geen deelname                           | Geen deelname                           | Geen deelname                           | Geen deelname                           | Geen deelname                           | Geen deelname                           |                                         |
| 1955                                    | Geen deelname                           | Geen deelname                           | Geen deelname                           | Geen deelname                           | Geen deelname                           | Geen deelname                           | Geen deelname                           |                                         |
| 1956                                    | Geen deelname                           | Geen deelname                           | Geen deelname                           | Geen deelname                           | Geen deelname                           | Geen deelname                           | Geen deelname                           |                                         |
| 1957                                    | Vijfde                                  | 6                                       | 2                                       | 0                                       | 4                                       | 10                                      | 25                                      |                                         |
| 1959                                    | Geen deelname                           | Geen deelname                           | Geen deelname                           | Geen deelname                           | Geen deelname                           | Geen deelname                           | Geen deelname                           |                                         |
| 1959                                    | Geen deelname                           | Geen deelname                           | Geen deelname                           | Geen deelname                           | Geen deelname                           | Geen deelname                           | Geen deelname                           |                                         |
| 1963                                    | Zevende                                 | 6                                       | 0                                       | 1                                       | 5                                       | 10                                      | 19                                      |                                         |
| 1967                                    | Niet gekwalificeerd                     | Niet gekwalificeerd                     | Niet gekwalificeerd                     | Niet gekwalificeerd                     | Niet gekwalificeerd                     | Niet gekwalificeerd                     | Niet gekwalificeerd                     |                                         |
| 1975                                    | Tweede                                  | 9                                       | 6                                       | 0                                       | 3                                       | 11                                      | 5                                       |                                         |
| 1979                                    | Groepsfase                              | 4                                       | 2                                       | 1                                       | 1                                       | 5                                       | 2                                       |                                         |
| 1983                                    | Groepsfase                              | 4                                       | 1                                       | 2                                       | 1                                       | 5                                       | 5                                       |                                         |
| 1987                                    | Derde                                   | 4                                       | 3                                       | 0                                       | 1                                       | 8                                       | 3                                       |                                         |
| 1989                                    | Groepsfase                              | 4                                       | 1                                       | 2                                       | 1                                       | 5                                       | 4                                       |                                         |

| Copa América overzicht | Copa América overzicht | Copa América overzicht | Copa América overzicht | Copa América overzicht | Copa América overzicht | Copa América overzicht | Copa América overzicht | Copa América overzicht |
| Jaar                   | Ronde                  | Wed.                   | W                      | G                      | V                      | DV                     | DT                     |                        |
| ---------------------- | ---------------------- | ---------------------- | ---------------------- | ---------------------- | ---------------------- | ---------------------- | ---------------------- | ---------------------- |
| 1991                   | Vierde                 | 7                      | 2                      | 2                      | 3                      | 5                      | 6                      |                        |
| 1993                   | Derde                  | 6                      | 3                      | 2                      | 1                      | 6                      | 4                      |                        |
| 1995                   | Derde                  | 6                      | 3                      | 1                      | 2                      | 7                      | 8                      |                        |
| 1997                   | Kwartfinale            | 4                      | 1                      | 0                      | 3                      | 6                      | 7                      |                        |
| 1999                   | Kwartfinale            | 4                      | 3                      | 0                      | 1                      | 8                      | 4                      |                        |
| 2001                   | Kampioen               | 6                      | 6                      | 0                      | 0                      | 11                     | 0                      |                        |
| 2004                   | Vierde                 | 6                      | 3                      | 1                      | 2                      | 7                      | 7                      |                        |
| 2007                   | Groepsfase             | 3                      | 1                      | 0                      | 2                      | 3                      | 9                      |                        |
| 2011                   | Kwartfinale            | 4                      | 2                      | 1                      | 1                      | 3                      | 2                      |                        |
| 2015                   | Kwartfinale            | 4                      | 1                      | 2                      | 1                      | 1                      | 1                      |                        |
| 2016                   | Derde                  | 6                      | 3                      | 1                      | 2                      | 7                      | 6                      |                        |
| 2019                   | Kwartfinale            | 4                      | 3                      | 1                      | 0                      | 4                      | 0                      |                        |
| 2021                   | Derde                  | 7                      | 2                      | 3                      | 2                      | 7                      | 7                      |                        |
| 2024                   | Tweede                 | 6                      | 4                      | 1                      | 1                      | 12                     | 3                      |                        |

### CONCACAF Gold Cup
| CONCACAF Gold Cup overzicht | CONCACAF Gold Cup overzicht | CONCACAF Gold Cup overzicht | CONCACAF Gold Cup overzicht | CONCACAF Gold Cup overzicht | CONCACAF Gold Cup overzicht | CONCACAF Gold Cup overzicht | CONCACAF Gold Cup overzicht | CONCACAF Gold Cup overzicht |
| Jaar                        | Ronde                       | Wed.                        | W                           | G                           | V                           | DV                          | DT                          |                             |
| --------------------------- | --------------------------- | --------------------------- | --------------------------- | --------------------------- | --------------------------- | --------------------------- | --------------------------- | --------------------------- |
| 2000                        | Tweede                      | 5                           | 2                           | 1                           | 2                           | 5                           | 7                           |                             |
| 2003                        | Kwartfinale                 | 3                           | 1                           | 1                           | 1                           | 2                           | 3                           |                             |
| 2005                        | Halve finale                | 5                           | 2                           | 0                           | 3                           | 7                           | 7                           |                             |

### Olympische Spelen
Colombia wist zich vier keer te plaatsen voor het olympisch voetbaltoernooi, te beginnen in 1968. De ploeg strandde telkens in de groepsfase.

## FIFA-wereldranglijst[4]
| 1993 | 1994 | 1995 | 1996 | 1997 | 1998 | 1999 | 2000 | 2001 | 2002 | 2003 | 2004 | 2005 | 2006 | 2007 | 2008 | 2009 | 2010 | 2011 | 2012 | 2013 | 2014 | 2015 | 2016 | 2017 | 2018 |
| ---- | ---- | ---- | ---- | ---- | ---- | ---- | ---- | ---- | ---- | ---- | ---- | ---- | ---- | ---- | ---- | ---- | ---- | ---- | ---- | ---- | ---- | ---- | ---- | ---- | ---- |
| 21   | 17   | 15   | 4    | 10   | 34   | 25   | 15   | 5    | 37   | 39   | 26   | 24   | 34   | 17   | 49   | 39   | 48   | 36   | 5    | 4    | 3    | 8    | 6    | 13   | 12   |

## Huidige selectie
De selectie die opgeroepen is voor de Copa América 2024.
Interlands en doelpunten bijgewerkt tot en met de wedstrijd tegen  Argentinië op 15 juli 2024.
| Nr.         | Naam                   | Wed. | Dlpnt. | Club              |
| ----------- | ---------------------- | ---- | ------ | ----------------- |
| Doel        |                        |      |        |                   |
| 1           | David Ospina           | 128  | 0      | Atlético Nacional |
| 12          | Camilo Vargas          | 29   | 0      | Atlas             |
| 22          | Álvaro Montero         | 8    | 0      | Millonarios       |
| Verdediging |                        |      |        |                   |
| 23          | Davinson Sánchez       | 65   | 2      | Galatasaray       |
| 4           | Santiago Arias         | 60   | 0      | Bahia             |
| 13          | Yerry Mina             | 46   | 7      | Cagliari          |
| 16          | Daniel Muñoz           | 32   | 3      | Crystal Palace    |
| 3           | Jhon Lucumí            | 20   | 0      | Bologna           |
| 2           | Carlos Cuesta          | 20   | 0      | Genk              |
| 17          | Johan Mojica           | 18   | 0      | Osasuna           |
| 26          | Deiver Machado         | 11   | 1      | RC Lens           |
| Middenveld  |                        |      |        |                   |
| 10          | James Rodríguez        | 106  | 28     | São Paulo         |
| 21          | Mateus Uribe           | 61   | 6      | Al-Sadd           |
| 25          | Jefferson Lerma        | 48   | 3      | Crystal Palace    |
| 27          | Juan Fernando Quintero | 38   | 4      | Racing            |
| 8           | Jorge Carrascal        | 17   | 2      | Dynamo Moskou     |
| 5           | Kevin Castaño          | 14   | 0      | Krasnodar         |
| 6           | Richard Ríos           | 13   | 2      | Palmeiras         |
| 22          | Yáser Asprilla         | 6    | 2      | Watford           |
| Aanval      |                        |      |        |                   |
| 7           | Luis Díaz              | 55   | 14     | Liverpool         |
| 9           | Miguel Borja           | 30   | 9      | River Plate       |
| 11          | Jhon Arias             | 21   | 3      | Fluminense        |
| 18          | Luis Sinisterra        | 16   | 4      | Bournemouth       |
| 14          | Jhon Durán             | 10   | 1      | Aston Villa       |
| 19          | Rafael Borré           | 37   | 6      | Internacional     |
| 28          | Jhon Córdoba           | 10   | 4      | Krasnodar         |

## Spelersrecords
Dikgedrukte spelers komen nog steeds in actie voor Colombia.

### Recordinternationals

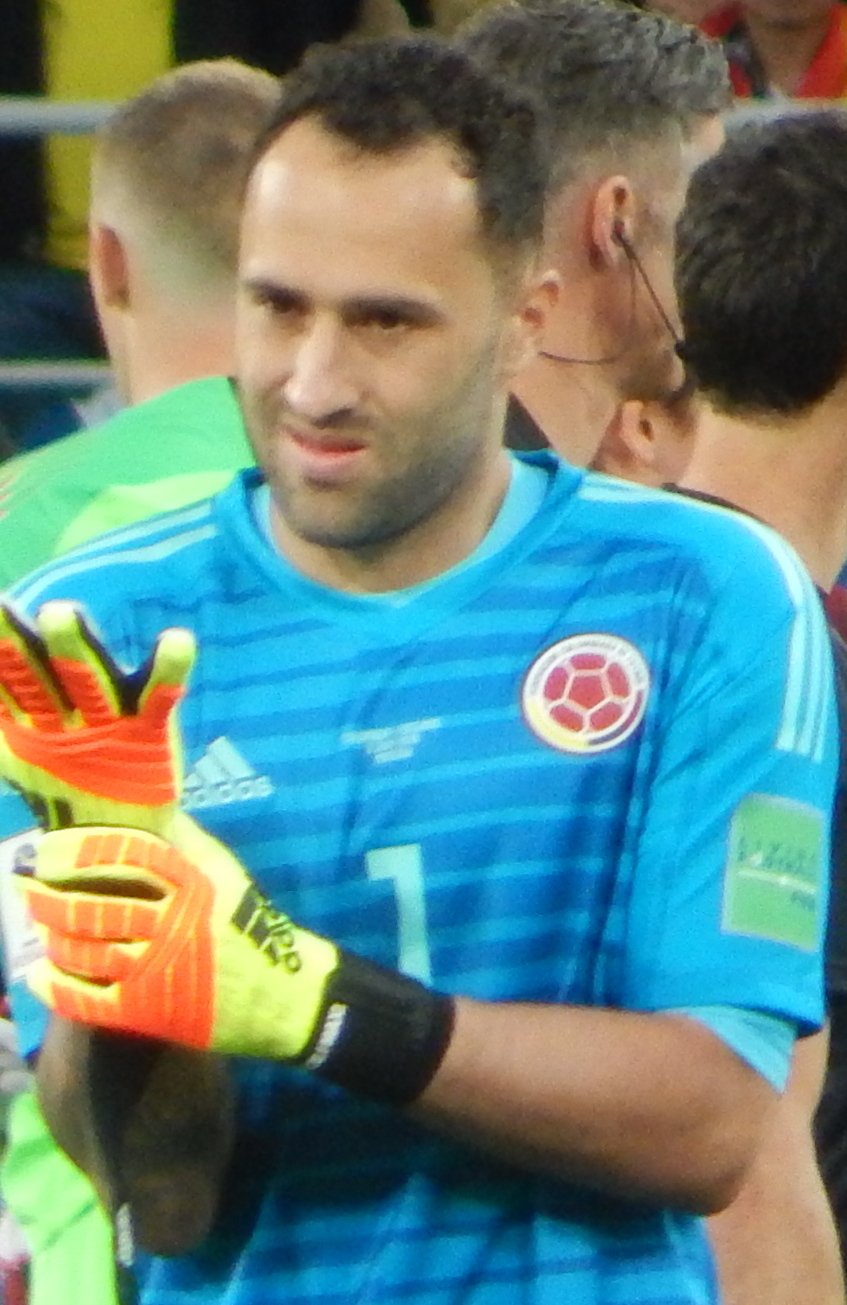
David Ospina is Colombia's most-capped player with 128 international appearances.

| Rank | Player            | Caps | Goals | Career       |
| ---- | ----------------- | ---- | ----- | ------------ |
| 1    | David Ospina      | 128  | 0     | 2007–present |
| 2    | Juan Cuadrado     | 116  | 11    | 2010–present |
| 3    | Carlos Valderrama | 111  | 11    | 1985–1998    |
| 4    | James Rodríguez   | 106  | 28    | 2011–present |
| 5    | Radamel Falcao    | 104  | 36    | 2007–2023    |
| 6    | Mario Yepes       | 102  | 6     | 1999–2014    |
| 7    | Leonel Álvarez    | 101  | 1     | 1985–1997    |
| 8    | Carlos Sánchez    | 88   | 0     | 2007–2018    |
| 9    | Freddy Rincón     | 84   | 17    | 1990–2001    |
| 10   | Luis Carlos Perea | 78   | 2     | 1987–1994    |

### Topscorers

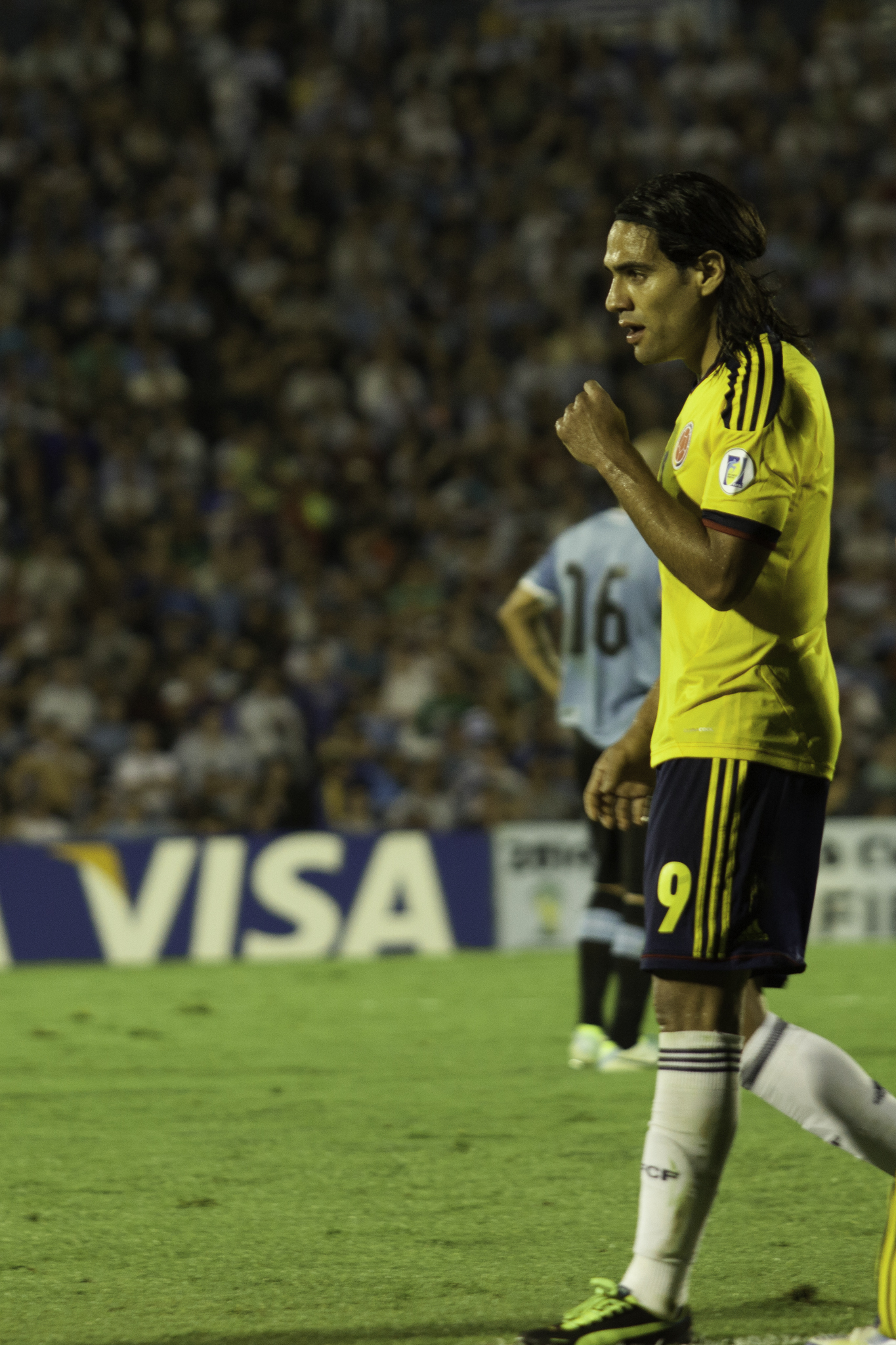
Radamel Falcao is Colombia's all-time top scorer with 36 goals.

| Rank | Player             | Goals | Caps | Average | Career       |
| ---- | ------------------ | ----- | ---- | ------- | ------------ |
| 1    | Radamel Falcao     | 36    | 104  | 0.35    | 2007–2023    |
| 2    | James Rodríguez    | 28    | 106  | 0.26    | 2011–present |
| 3    | Arnoldo Iguarán    | 25    | 68   | 0.37    | 1979–1993    |
| 4    | Faustino Asprilla  | 20    | 57   | 0.35    | 1993–2001    |
| 5    | Freddy Rincón      | 17    | 84   | 0.2     | 1990–2001    |
| 6    | Carlos Bacca       | 16    | 52   | 0.31    | 2010–2018    |
| 7    | Teófilo Gutiérrez  | 15    | 51   | 0.29    | 2009–2017    |
| 7    | Víctor Aristizábal | 15    | 66   | 0.23    | 1993–2003    |
| 9    | Adolfo Valencia    | 14    | 37   | 0.38    | 1992–1998    |
| 9    | Luis Díaz          | 14    | 55   | 0.25    | 2018–present |

## Bondscoaches
- Bijgewerkt tot en met de vriendschappelijke wedstrijd tegen  China (0–4) op 14 november 2017.

| Naam                    | Van               | Tot               | Duels |
| ----------------------- | ----------------- | ----------------- | ----- |
| Alfonso Novoa           | 10 februari 1938  | 23 februari 1938  | 5     |
| Fernando Paternoster    | 8 augustus 1938   | 21 augustus 1938  | 4     |
| Roberto Meléndez        | 21 januari 1945   | 21 februari 1945  | 6     |
| José Arana Cruz         | 9 december 1946   | 20 december 1946  | 6     |
| Lino Taioli             | 2 december 1947   | 29 december 1947  | 7     |
| Geen bondscoach         | 6 april 1949      | 6 mei 1949        | 7     |
| Pedro López             | 16 maart 1957     | 1 april 1957      | 6     |
| Rodolfo Orlandini       | 16 juni 1957      | 7 juli 1957       | 5     |
| Adolfo Pedernera        | 5 februari 1961   | 7 juni 1962       | 9     |
| Gabriel Ochoa Uribe     | 10 maart 1963     | 31 maart 1963     | 6     |
| Efraín Sánchez          | 1 september 1963  | 4 september 1963  | 2     |
| Antonio Julio de la Hoz | 20 juni 1965      | 7 augustus 1965   | 4     |
| César López Fretes      | 30 november 1966  | 11 december 1966  | 2     |
| Francisco Zuluaga       | 16 oktober 1968   | 24 augustus 1969  | 14    |
| César López Fretes      | 20 mei 1970       | 20 mei 1970       | 1     |
| Todor Veselinović       | 29 maart 1972     | 5 juli 1973       | 13    |
| Efraín Sánchez          | 20 juli 1975      | 28 oktober 1975   | 9     |
| Blagoje Vidinić         | 15 oktober 1976   | 5 september 1979  | 16    |
| Carlos Bilardo          | 5 januari 1980    | 13 september 1981 | 10    |
| Efraín Sánchez          | 14 februari 1983  | 11 oktober 1984   | 14    |
| Gabriel Ochoa Uribe     | 1 februari 1985   | 3 november 1985   | 19    |
| Francisco Maturana      | 11 juni 1987      | 23 juni 1990      | 40    |
| Luis Augusto García     | 29 januari 1991   | 21 juli 1991      | 2     |
| Humberto Ortíz          | 8 juli 1992       | 2 augustus 1992   | 3     |
| Francisco Maturana      | 24 februari 1993  | 26 juni 1994      | 35    |
| Hernán Darío Gómez      | 31 januari 1995   | 26 juni 1998      | 58    |
| Javier Álvarez          | 9 februari 1999   | 19 november 1999  | 15    |
| Luis Augusto García     | 12 februari 2000  | 24 april 2001     | 21    |
| Francisco Maturana      | 3 juni 2001       | 14 november 2001  | 13    |
| Reinaldo Rueda          | 7 mei 2002        | 12 mei 2002       | 3     |
| Francisco Maturana      | 20 november 2002  | 19 november 2003  | 18    |
| Reinaldo Rueda          | 18 februari 2004  | november 2006     | 40    |
| Jorge Luis Pinto        | 12 december 2006  | 16 september 2008 | 27    |
| Eduardo Lara            | 19 september 2008 | 15 oktober 2009   | 15    |
| Hernán Darío Gómez      | 4 mei 2010        | september 2011    | 16    |
| Leonel Álvarez          | september 2011    | 13 december 2011  | 5     |
| José Pekerman           | januari 2012      | heden             | 70    |

## Statistieken
Colfútbol · A-internationals · Selecties · Statistieken · Bondscoaches · Colombiaans vrouwenelftal · Olympisch elftal · Colombia U20 · Colombia U17
1938 – 1949 ·
1950 – 1959 ·
1960 – 1969 ·
1970 – 1979 ·
1980 – 1989 ·
1990 – 1999 ·
2000 – 2009 ·
2010 – 2019 ·
2020 – 2029
WK 1962 · 
WK 1990 · 
WK 1994 · 
WK 1998 · 
WK 2014 · 
WK 2018
OS 1968 · 
OS 1972 · 
OS 1980 · 
OS 1992 · 
OS 2016
1938 · 
1939 · 1940 · 1941 · 1942 · 1943 · 1944 · 
1946 · 
1947 · 
1948 · 
1949 · 
1950 · 1951 · 1952 · 1953 · 1954 · 1955 · 1956 · 
1957 · 
1958 · 1959 · 1960 · 
1961 · 
1962 · 
1963 · 
1964 · 
1965 · 
1966 · 
1967 · 
1968 · 
1969 · 
1970 · 
1971 · 
1972 · 
1973 · 
1974 · 
1975 · 
1976 · 
1977 · 
1978 · 
1979 · 
1980 · 
1981 · 
1982 · 
1983 · 
1984 · 
1985 · 
1986 · 
1987 · 
1988 · 
1989 · 
1990 ·
1991 · 
1992 · 
1993 · 
1994 · 
1995 · 
1996 · 
1997 · 
1998 · 
1999 · 
2000 · 
2001 · 
2002 · 
2003 · 
2004 · 
2005 · 
2006 · 
2007 · 
2008 · 
2009 · 
2010 · 
2011 · 
2012 · 
2013 · 
2014 · 
2015 · 
2016 · 
2017 ·
2018 ·
2019 ·
2020 ·
2021
Algerije ·
Argentinië ·
Australië ·
Bahrein ·
België ·
Bolivia · 
Brazilië ·
Canada ·
Chili ·
China · 
Costa Rica ·
Cuba ·
DDR ·
Duitsland ·
Ecuador ·
Egypte ·
El Salvador ·
Engeland ·
Finland ·
Frankrijk ·
Griekenland ·
Guatemala · 
Haïti ·
Honduras ·
Hongarije ·
Hongkong ·
Ierland ·
Irak ·
Israël ·
Ivoorkust ·
Jamaica ·
Japan ·
Joegoslavië ·
Jordanië ·
Kameroen ·
Koeweit · 
Liberia · 
Marokko ·
Mexico ·
Montenegro ·
Nederland ·
Nederlandse Antillen ·
Nicaragua ·
Nieuw-Zeeland · 
Nigeria ·
Noord-Ierland ·
Noorwegen ·
Panama ·
Paraguay ·
Peru ·
Polen ·
Puerto Rico ·
Qatar ·
Roemenië ·
Saoedi-Arabië ·
Schotland ·
Senegal ·
Servië ·
Slovenië ·
Slowakije ·
Sovjet-Unie ·
Spanje ·
Trinidad en Tobago ·
Tsjecho-Slowakije ·
Tunesië · 
Turkije · 
Uruguay ·
Venezuela ·
Verenigde Arabische Emiraten · 
Verenigde Staten ·
Zuid-Afrika ·
Zuid-Korea ·
Zweden ·
Zwitserland
Brazilië (2014) ·
Engeland (2018) ·
Griekenland (2014) ·
Ivoorkust (2014) ·
Japan (2014) ·
Japan (2018) ·
Polen (2018) ·
Senegal (2018) ·
Uruguay (2014)